# Colibrí cuabronzat
El colibrí cuabronzat (Polyonymus caroli) és una espècie d'ocell de la subfamília dels lesbins (Lesbiinae) dins la família dels troquílids (Trochilidae) i única espècie del gènere Polyonymus (Heine, 1863)

## Hàbitat i distribució
Habita zones boscoses i arbustives del Perú.